# Clarizen
Clarizen — онлайн-система для управления проектами, созданная с использованием облачных технологий и распространяемая с использованием бизнес-модели Saas (от англ. software as a service — «программное обеспечение как услуга»).

## Продукт
Система Clarizen позволяет управлять проектами и отдельными задачами, использовать отчёты и графики, создавать расписание проекта, отслеживать затраты и изменения бюджета. Помимо этого, Clarizen интегрирована с электронной почтой, а также может быть гибко настроена для нужд пользователя или компании. К недостаткам системы можно отнести высокую сложность и, как следствие, необходимость предварительного ознакомления с особенностями системы, а также невозможность работы в офлайн-режиме. В целом, система может использоваться как на больших предприятиях, так и в малых организациях, и не требует большого количества обслуживающего персонала, занимающегося настройкой системы и поддержания её работоспособности.
По словам руководителя компании-разработчика Clarizen Авиноама Новогродски, одной из особенностей системы является тесная интеграция с CRM Salesforce, что позволяет улучшить взаимодействия отделов продаж и руководителей проектов.
В мае 2012 года вышла версия Clarizen 5.4. Среди особенностей этой версии: пользовательский интерфейс, ориентированный на iPad; инструменты для анализа загрузки сотрудников; работа с корпоративными системами безопасности VPN и AD; принципиальное отсутствие интеграции с SharePoint. Ожидается, что шестая версии программы сделает её более удобной в использовании, в том числе будет содержать интерактивные календарь и диаграммы Гантта. В середине 2013 года вышла платформа Clarizen V6 с новыми интерфейсом и поисковой системой, улучшенным механизмом коллективного пользования документами и опцией объектного предпросмотра.
Продукт Clarizen включался в «магический квадрант» компании Gartner — самый авторитетный в мире рейтинг систем управления проектами. В 2012 году Clarizen получил в обзоре Gartner категорию Visionary («Провидец»). Этот же рейтинг Clarizen сохранил и на следующий год. В 2015 году категория была повышена до высшей — Leader.

## Компания
Фирма Clarizen основана в Израиле в 2006 году. Одним из основателей компании и её генеральным директором является Авиноам Новогродски, израильский специалист в области программного обеспечения, чей предыдущий стартап SmarTeam был приобретён в 1999 году компанией Dassault Systemes. В 2008 году фирма, недостаточно быстро развивавшаяся с точки зрения репутации на рынке, столкнулась с финансовыми проблемами, которые были решены путём радикального сокращения штатов и бесплатной работы руководства в течение полугода.
Уже в 2008 году Clarizen начала проводить агрессивную политику борьбы за клиентов, предложив 20-процентные скидки клиентам, сменившим программное обеспечение Microsoft на её продукт. Среди клиентов Clarizen — FedEx, Hertz, администрации Денвера и штата Индиана. За 2011 год объём продаж продукта компании Clarizen вырос вчетверо, и аналогичный рост ожидался в 2012 году. Планировался также выход на рынок NASDAQ в течение ближайших двух лет. В итоге за 2012 год доходы фирмы выросли вдвое. В общей сложности к июлю 2013 года в базе клиентов Clarizen были 67 стран, хотя 60 % продаж приходились на США.